# The Pod
The Pod är det amerikanska rockbandet Weens andra studioalbum, släppt den 20 september 1991. Albumets titel kommer från lägenheten där albumet spelades in. The Pod är Weens längsta studioalbum.
Under albumets inspelning hade båda medlemmarna Gene Ween och Dean Ween körtelfeber, vilket brukar sägas vara anledningen till att många låtar från The Pod har annorlunda texter. En av låtarna från albumet har även titeln "Mononucleosis" (körtelfeber på svenska).
År 1993 valde Spin The Pod till ett av de 20 bästa albumen från 1992.

## Låtlista
Alla låtar skrevs av Ween.
1. "Strap on That Jammypack" - 3:03
2. "Dr. Rock" - 3:11
3. "Frank" - 3:46
4. "Sorry Charlie" - 3:51
5. "The Stallion (pt. 1)" - 2:51
6. "Pollo Asado" - 2:45
7. "Right to the Ways and the Rules of the World" - 5:05
8. "Captain Fantasy" - 3:19
9. "Demon Sweat" - 4:11
10. "Molly" - 4:49
11. "Can U Taste the Waste?" - 1:39
12. "Don't Sweat It" - 4:02
13. "Awesome Sound" - 2:22
14. "Laura" - 4:37
15. "Boing" - 1:33
16. "Mononucleosis" - 3:01
17. "Oh My Dear (Falling in Love)" - 1:57
18. "Sketches of Winkle" - 2:44
19. "Alone" - 3:12
20. "Moving Away" - 3:06
21. "She Fucks Me" - 3:59
22. "Pork Roll Egg and Cheese" - 3:02
23. "The Stallion (pt. 2)" - 4:35

## Musiker
- Dean Ween - gitarr, sång (låt 1, 4, 11, 13, 19, 21 och 23)
- Gene Ween - sång (alla låtar förutom låt 1, 4, 11, 13 och 21)
- Mean Ween - bas på "Alone"